# Thapsia usambarensis
Thapsia usambarensis es una especie de molusco gasterópodo de la familia Helicarionidae en el orden de los Stylommatophora.

## Distribución geográfica
Es endémica de Tanzania. 